# Les Voleurs de cadavres
Pour les articles homonymes, voir Burke and Hare.
Pour plus de détails, voir Fiche technique et Distribution.
Les Voleurs de cadavres (Burke and Hare) est un film d'épouvante historique et biographique britannique réalisé par Vernon Sewell et sorti en 1972.
Il est inspiré de l'histoire vraie des meurtres de Burke et Hare et a été le dernier film réalisé par Sewell.

## Synopsis
À Édimbourg, en 1828, la société présente deux facettes : les hommes qui vivent dans des taudis insalubres et dévalisent les tombes pour gagner leur vie, et les hommes riches qui fréquentent les maisons closes. Pendant ce temps, les médecins dînent ensemble et boivent du vin. Le chirurgien Robert Knox a besoin de corps à disséquer pour satisfaire les besoins de formation de ses étudiants en médecine. Comme seules les victimes pendues peuvent être utilisées, les corps sont rares. Afin de servir le bien de la science médicale, il emploie les pilleurs de tombes Burke et Hare pour fournir des cadavres frais pour ses cours d'anatomie à l'académie de médecine. Les autorités ferment les yeux, sachant qu'en endiguant le crime, elles réduiraient la formation médicale. Les deux « résurrectionnistes » sont payés 7,10 livres sterling pour leur premier corps - une somme vraiment importante à l'époque.
Les étudiants de la salle d'anatomie apprécient les conférences et les démonstrations de Knox. Cependant, lorsque les réserves du cimetière s'épuisent, le couple industrieux se tourne vers le meurtre pour maintenir l'activité et prétend simplement avoir volé les corps. Ils commencent par s'en prendre aux pauvres gens qui cohabitent avec eux dans leur pension de West Port, ces personnes pouvant être légitimement décédées sans leur aide. Par appât du gain, ils deviennent progressivement plus audacieux et choisissent des victimes plus jeunes. Leurs épouses sont au courant des meurtres et, en fait, encouragent et observent les crimes.
Mais lorsque Mme Hare ramène Daft Jamie à la maison pour l'assassiner, les choses commencent à mal tourner... car Jamie est bien connu. Lorsque le corps de Jamie arrive à Knox, on s'aperçoit qu'il s'est battu. Deux gardes municipaux arrivent à la recherche de Jamie. Knox rend Jamie méconnaissable en lui mutilant le visage et dit aux gardes qu'il s'agit d'un garçon tué dans un accident d'usine.
Le bordel local est détruit dans un incendie et les filles doivent trouver un nouveau logement. Marie, prostituée, et son amie rencontrent Burke dans un bar qui leur propose un logement. Mary ne se présente pas à son rendez-vous avec son amant étudiant en médecine... qui est choqué lorsqu'il l'aperçoit sur la table d'anatomie. Il demande à parler à Knox. Knox dit à l'étudiant qu'il a fait une autopsie et qu'elle est morte d'alcoolisme.
L'étudiant se faufile dans la salle de dissection privée de Knox pendant la nuit. Il se rend ensuite chez Madame Thompson et lui annonce la mort de Marie. Elle le dirige vers une taverne du West Port. Pendant ce temps, Burke y rencontre une ancienne marchande d'allumettes, Mary Docherty. Il la ramène chez lui, à Tanners Close, pour participer à la fête d'Halloween. Une bagarre d'ivrognes éclate à l'arrivée de l'étudiant qui les a retrouvés. Il appelle la garde municipale qui met fin à la bagarre et trouve le cadavre de Mary Docherty.
Une voix hors champ explique ce qui est arrivé à chaque personnage.

## Fiche technique
- Titre français : Les Voleurs de cadavres[2]
- Titre original anglais : Burke and Hare ou The Horrors of Burke and Hare ou The Body Snatchers[3]
- Réalisation : Vernon Sewell
- Scénario : Ernle Bradford
- Photographie : Desmond Dickinson
- Montage : John Colville
- Musique : Roger Webb
- Décors : Scott MacGregor
- Production : Guido Coen (en)
- Société de production : Armitage Films, Kenneth Shipman Productions
- Pays de production :  Royaume-Uni
- Langue originale : anglais britannique
- Format : couleurs - 1,66:1 - Son mono - 35 mm
- Genre : film d'épouvante historique et biographique
- Durée : 91 minutes
- Dates de sortie :
  - Royaume-Uni : 3 février 1972
  - France : 28 janvier 1976

## Distribution
- Derren Nesbitt : Burke
- Harry Andrews : Dr Knox
- Glynn Edwards : Hare
- Yootha Joyce : Mme Hare
- Françoise Pascal : Marie
- Yutte Stensgaard : Janet
- Robin Hawdon : Lord Angus McPhee
- Alan Tucker : Arbuthnot
- Dee Shenderey : Mme Burke
- Joan Carol : Madame Thompson, propriétaire de la maison close
- Paul Greaves : Ferguson
- David Pugh (en) : Daft Jamie
- James Hayter : Dr Selby
- Thomas Heathcote : Paterson, l'assistant de Knox
- Duncan Lamont : Dr Saint
- Madoline Thomas : Mary Docherty